# ヴィルヘルムス・ヨセフス・ヨングマンス

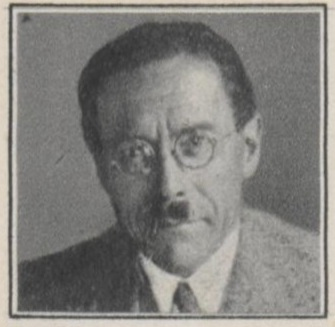
ヴィルヘルムス・ヨセフス・ヨングマンス

ヴィルヘルムス・ヨセフス・ヨングマンス（Wilhelmus Josephus Jongmans、1878年8月13日 - 1957年10月13日）は、オランダの植物学者、古植物学者、炭鉱の層序学者である。

## 略歴
ライデンに仕立て屋の息子に生まれ、ライデン大学で生物学を学んだ後、ミュンヘン大学でゲーベル（Karl Ritter von Goebel）のもとで植物学を学んだ。1906年にミュンヘン大学で博士号を得た後、オランダに戻り、王立標本館で働いた。オランダのドイツ国境地帯での石炭資源の調査をした地質学者ヴァーターショット（Willem van Waterschoot van der Gracht）のもとで古生物学者として働いた。ドイツの古植物学者、ヘンリー・ポトニエやヴァルター・ゴタン（Walther Gothan）やスコットランドのロバート・キッズトンと交流した。それまで知られていた化石植物の分類などの網羅的な著作を1913年に出版した。さらに出版されなかった資料は後任のダイクストラ（S.J. Dijkstra）の編集で出版された。
1932年から1950年の間、フローニンゲン大学の教授（buitengewoon hoogleraar）を務めた。

## 著作
- Anleitung zur Bestimmung der Karbon-Pflanzen Westeuropas. 1911